# Elmar Brok
Elmar Brok (Verl, 1946. május 14. –) német politikus, az Európai Parlament külügyi bizottságának elnöke (AFET) 2012–2017 között. A CDU színeiben az Európai Néppárt képviselője.
1980 óta EP-képviselő, Brok számos vezető pozíciót töltött be a német és az európai politikában. Az Európai Konvent tagjaként és az Európai Parlament Alkotmányügyi Bizottságának tagjaként Brokot széles körben elismerik, hogy döntő mértékben hozzájárult az európai alkotmányhoz. Jelenleg az Európai Föderalisták Uniójának (UEF) elnöke.

## Tanulmányai
Brok jogtudományt és politikát tanult Németországban, valamint az Edinburgh-i Egyetem Európai Kormányzati Tanulmányok Központjában. Korábban rádiós újságíróként és hírlapíróként dolgozott.

## Politikai karrierje

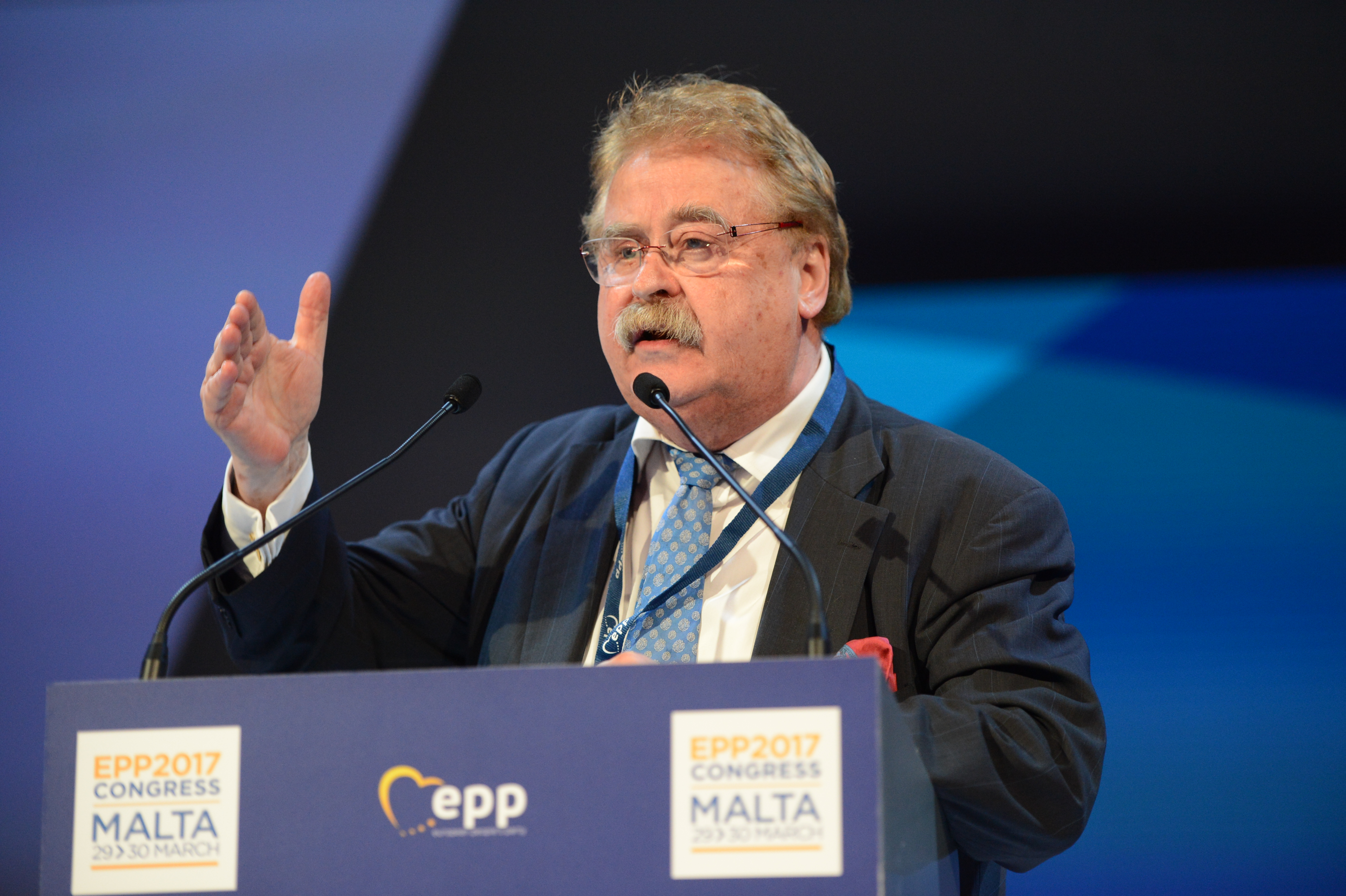
Az Európai Néppárt Kongresszusán Máltán, 2017. március 29-én

Brok számos szerződés tárgyalója volt az Európai Parlamentben, beleértve az amszterdami (1996/1997), a nizzai (2000) és a lisszaboni szerződést (2007), az európai egyezményt (2001–2002), az Európai Stabilitási Mechanizmust (2011–2012) és az Európai Költségvetési Paktumot (2011–2012) is. 2014 novemberében Mercedes Bressóval együtt kinevezték, hogy vizsgálja meg az eurózóna kormányzási reformjának lehetőségeit a szerződések megváltoztatása nélkül.
Alkotmányos munkája mellett Brok leginkább a külügyi bizottságban végzett munkájáról ismert. 1997–2007-ben a Bizottság elnöke volt, Jacek Saryusz-Wolski, majd 2009-ben Gabriele Albertini váltotta; Brok 2012-ben tért vissza a pozícióba
Ő volt a Parlament bővítéssel foglalkozó főelőadója, valamint az EU bővítési stratégiájának és az Európai Külügyi Szolgálatnak az előadója (Guy Verhofstadttal együtt. 2010-ben csatlakozott az EKSZ Barátaihoz, egy nem hivatalos, független nyomásgyakorló csoporthoz, amely azon aggodalmak miatt alakult, hogy Catherine Ashton, az Unió külügyi és biztonságpolitikai főképviselője nem fordít kellő figyelmet a Parlamentre, és kevés információt osztott meg az alakulatról. az Európai Külügyi Szolgálat. Brok és Roberto Gualtieri másik európai parlamenti képviselő 2013-as saját kezdeményezésű jelentésében az Európai Parlament az EKSZ átdolgozására és az EU diplomáciai szolgálatára gyakorolt nagyobb parlamenti befolyásra szólított fel.

## Kitüntetése

A Német Szövetségi Köztársaság Becsületrendjének Nagykeresztje, 2009

## Fordítás
- Ez a szócikk részben vagy egészben  az   Elmar Brok című olasz Wikipédia-szócikk ezen változatának fordításán alapul.  Az eredeti cikk szerkesztőit annak laptörténete sorolja fel. Ez a jelzés csupán a megfogalmazás eredetét és a szerzői jogokat jelzi, nem szolgál a cikkben szereplő információk forrásmegjelöléseként.